# Richa Michelbeke
Richa Michelbeke est un club belge de volley-ball fondé en 1966 et basé à Michelbeke qui évolue pour la saison 2019-2020 en Ligue A Dames.

## Palmarès
- Coupe de Belgique
  - Finaliste : 2014, 2019.
- Supercoupe de Belgique
  - Finaliste : 2014.

## Effectifs

### Saison 2020-2021
| No                                                 | Nom                                                | Date de naissance                                  | Taille                         | Poids                          | Poste                          |
| -------------------------------------------------- | -------------------------------------------------- | -------------------------------------------------- | ------------------------------ | ------------------------------ | ------------------------------ |
| 1                                                  | Lisa Neyt                                          | 2 septembre 1993                                   | 173                            | 71                             | Libero                         |
| 2                                                  | Coline Coessens                                    | 19 janvier 1995                                    | 179                            |                                | Réceptionneuse-attaquante      |
| 3                                                  | Charlotte Coppin                                   | 1er décembre 1998                                  | 186                            | 67                             | Passeuse                       |
| 4                                                  | Hanna Pajula                                       | 12 juin 1998                                       | 178                            | 75                             | Réceptionneuse-attaquante      |
| 5                                                  | Louka Maertens                                     | 11 janvier 2000                                    | 182                            | 84                             | Réceptionneuse-attaquante      |
| 7                                                  | Axelle Longeval                                    | 28 mars 1997                                       | 179                            |                                | Réceptionneuse-attaquante      |
| 9                                                  | Goele Van Den Ouweland                             | 7 février 2000                                     | 182                            |                                | Réceptionneuse-attaquante      |
| 10                                                 | Nel Sercu                                          | 1er janvier 1997                                   | 183                            |                                | Centrale                       |
| 12                                                 | Anke Waelkens                                      | 29 mars 2000                                       | 193                            | 81                             | Centrale                       |
| 13                                                 | Milica Radović                                     | 25 avril 1992                                      | 188                            | 90                             | Réceptionneuse-attaquante      |
| 14                                                 | Kaatje Masschaele                                  | 1er janvier 2000                                   | 180                            | 54                             | Passeuse                       |
| 19                                                 | Patrycja Kowalska                                  | 24 février 1989                                    | 182                            |                                | Centrale                       |
|                                                    |                                                    |                                                    |                                |                                |                                |
| Encadrement technique                              | Encadrement technique                              |                                                    | Légende                        | Légende                        | Légende                        |
| Entraîneur : Audry Frankart                        | Entraîneur : Audry Frankart                        | Entraîneur : Audry Frankart                        | : Capitaine                    | : Capitaine                    | : Capitaine                    |
| Entraîneur(s) adjoint(s) : Jean-Philippe Detournay | Entraîneur(s) adjoint(s) : Jean-Philippe Detournay | Entraîneur(s) adjoint(s) : Jean-Philippe Detournay | : Joueuse blessée actuellement | : Joueuse blessée actuellement | : Joueuse blessée actuellement |